# Saint-Cyr (Saona i Loara)
Saint-Cyr – miejscowość i gmina we Francji, w regionie Burgundia-Franche-Comté, w departamencie Saona i Loara.
Według danych na rok 1990 gminę zamieszkiwało 519 osób, a gęstość zaludnienia wynosiła 40 osób/km² (wśród 2044 gmin Burgundii Saint-Cyr plasuje się na 443. miejscu pod względem liczby ludności, natomiast pod względem powierzchni na miejscu 748.).